# 하동 금정사 칠성탱
하동 금정사 칠성탱(河東 金頂寺 七星幀)은 대한민국 경상남도 하동군 금남면, 금정사에 있는 조선시대의 불화이다. 2010년 10월 7일 경상남도의 문화재자료 제512호로 지정되었다.

## 개요
하동 금정사 칠성탱은 1894년 5월 경상남도 합천군 가야면 치인리 해인사 장경각에서 조성하여 밀양에 봉안되었으며, 금어(金魚)[불화나 불상을 그리는 사람] 경호(璟鎬)가 수화승 두명(斗明)의 출초(出草)를 바탕으로 그렸다. 경호는 19세기 후반에 활동한 화사로서 1894년 두명과 함께 경상남도 함양군 영원사의 신중도를 조성하였으며, 1896년 경상북도 성주군 선석사의 아미타후불도 조성에 참여하였다. 두명은 1884년 수화승 정규와 함께 경상남도 진주시 응석사 석가모니후불도를 조성하였던 화사이다.

## 참고 자료
- 하동 금정사 칠성탱 - 국가유산청 국가유산포털